# Hershey's
The Hershey Company (NYSE: HSY), mais conhecida apenas como Hershey's, é uma empresa multinacional americana e uma das maiores fabricantes de chocolate do mundo. Também fabrica produtos de panificação, como biscoitos, bolos, milkshakes, bebidas e mais produzidos globalmente. Sua sede fica em Hershey, Pensilvânia, que também abriga o Hersheypark e o Hershey's Chocolate World. Foi fundada por Milton S. Hershey em 1894 como Hershey Chocolate Company, uma subsidiária de sua Lancaster Caramel Company. A Hershey Trust Company possui uma participação minoritária, mas detém a maioria do poder de voto dentro da empresa.
É possível encontrar o chocolate Hershey's em mais de 60 países por todo o mundo. Eles possuem três grandes centros de distribuição, com tecnologia moderna e sistemas de gestão de trabalho. Além disso, Hershey é membro da World Cocoa Foundation. Também está associado ao Hersheypark Stadium e ao Giant Center.

## História

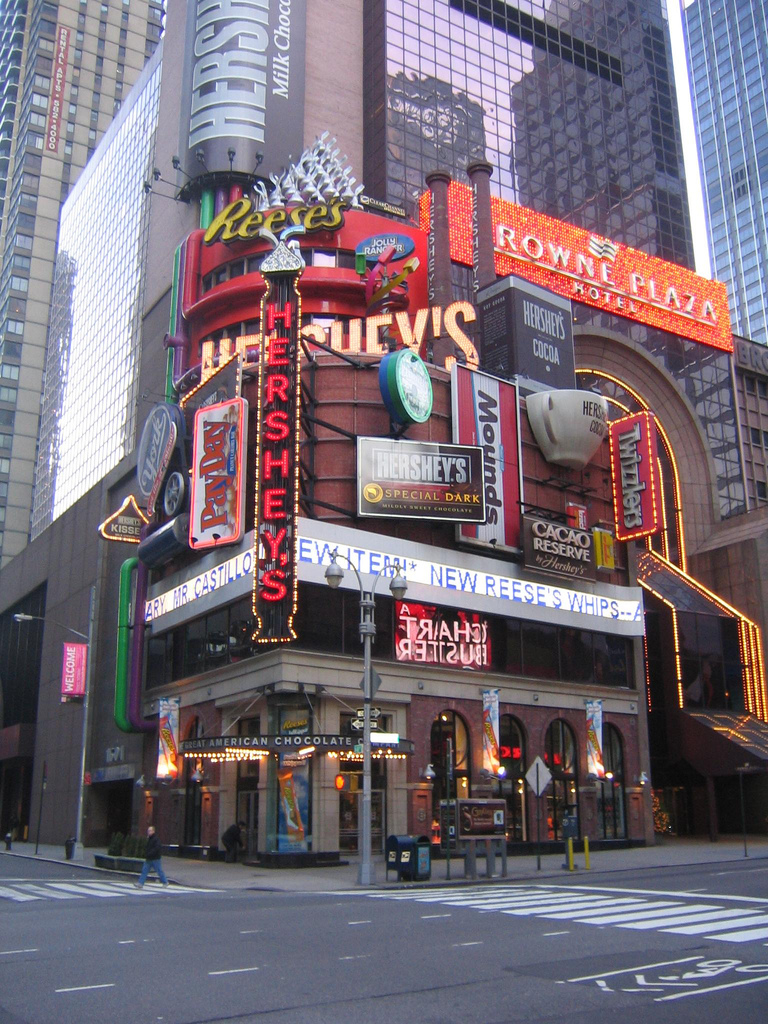
Loja Hershey's Chocolate World na Times Square, Nova York (2008).

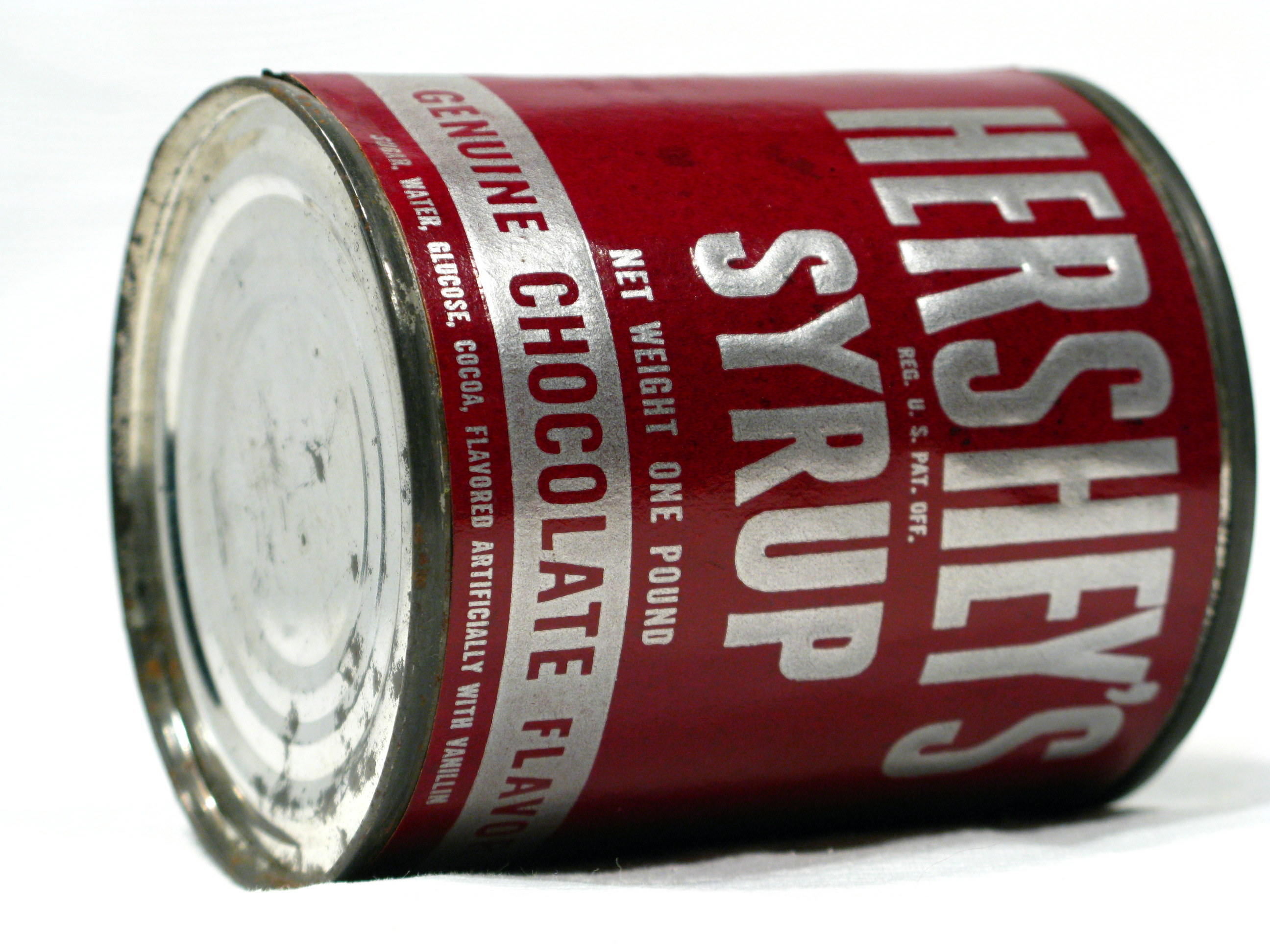
Xarope de Hershey's, por volta de 1950.

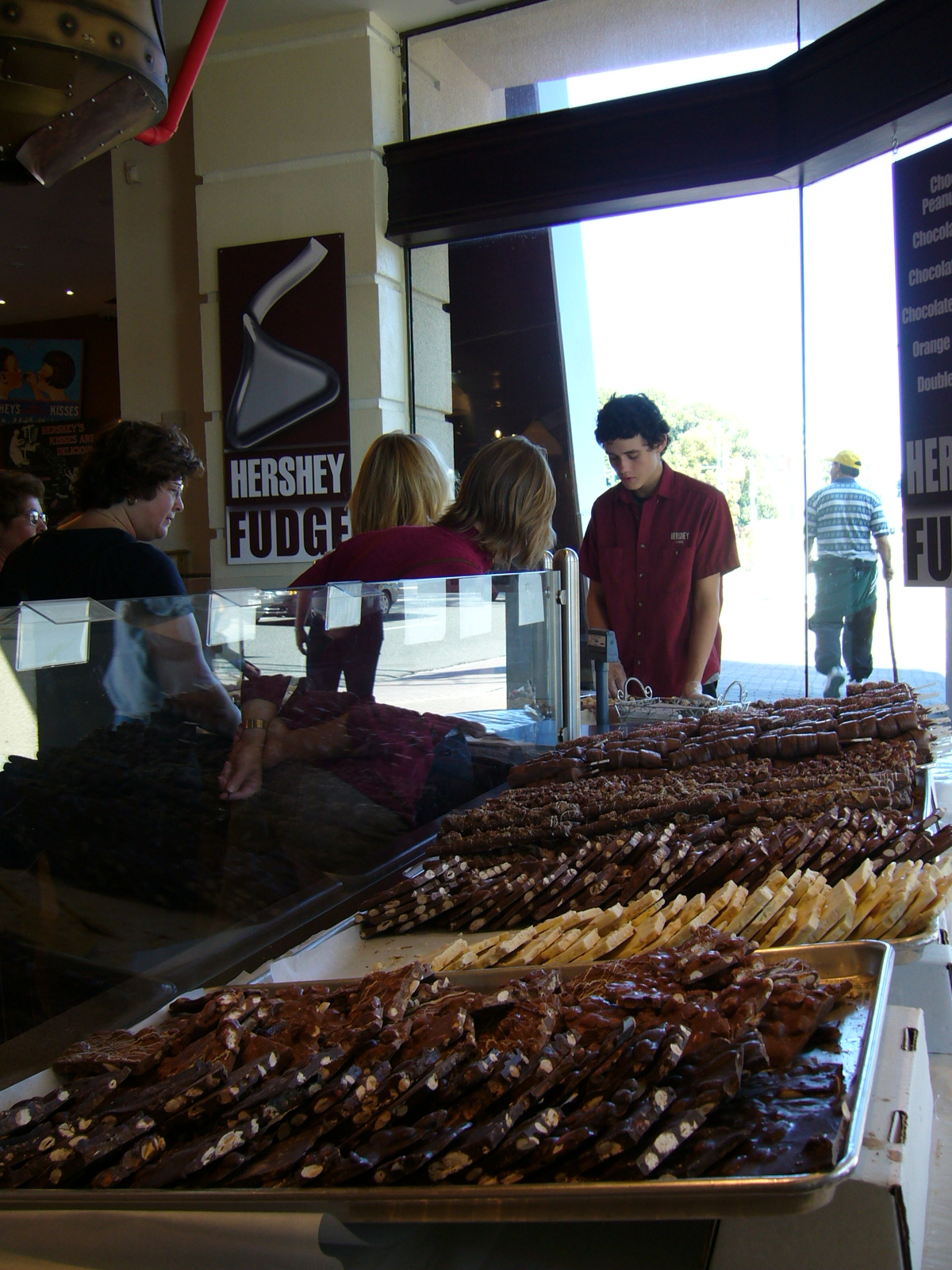
Hershey Store localizada no Falls Avenue Entertainment Complex em Niagara Falls, Canadá.

### Primeiros anos
Depois de aprender com um confeiteiro em 1873, Milton S. Hershey fundou uma confeitaria na Filadélfia. Essa confeitaria ficou aberta por apenas seis anos, após os quais Hershey se tornou aprendiz de outro confeiteiro em Denver, onde aprendeu a fazer caramelo. Depois de outra tentativa fracassada de negócios em Nova York, Hershey voltou para a Pensilvânia, onde fundou a Lancaster Caramel Company em 1886. O uso de leite fresco em caramelo provou ser um sucesso e, em 1900, após ver as máquinas de fazer chocolate pela primeira vez na Exposição Universal de 1893 em Chicago, Hershey vendeu sua empresa de caramelo por 1.000.000 dólares (equivalente a 30.732.000 dólares hoje) e começou a se concentrar na fabricação de chocolate, declarando às pessoas que o questionavam: "Caramelo é apenas uma moda passageira, mas chocolate é uma coisa permanente".
Em 1896, Hershey construiu uma fábrica de processamento de leite para que pudesse criar e refinar uma receita para seus doces de chocolate ao leite. Em 1899, desenvolveu o processo Hershey, que é menos sensível à qualidade do leite do que os métodos tradicionais. Em 1900, ele começou a fabricar Hershey's Milk Chocolate Bars, também conhecidas como Hershey's Bars ou Hershey Bars.

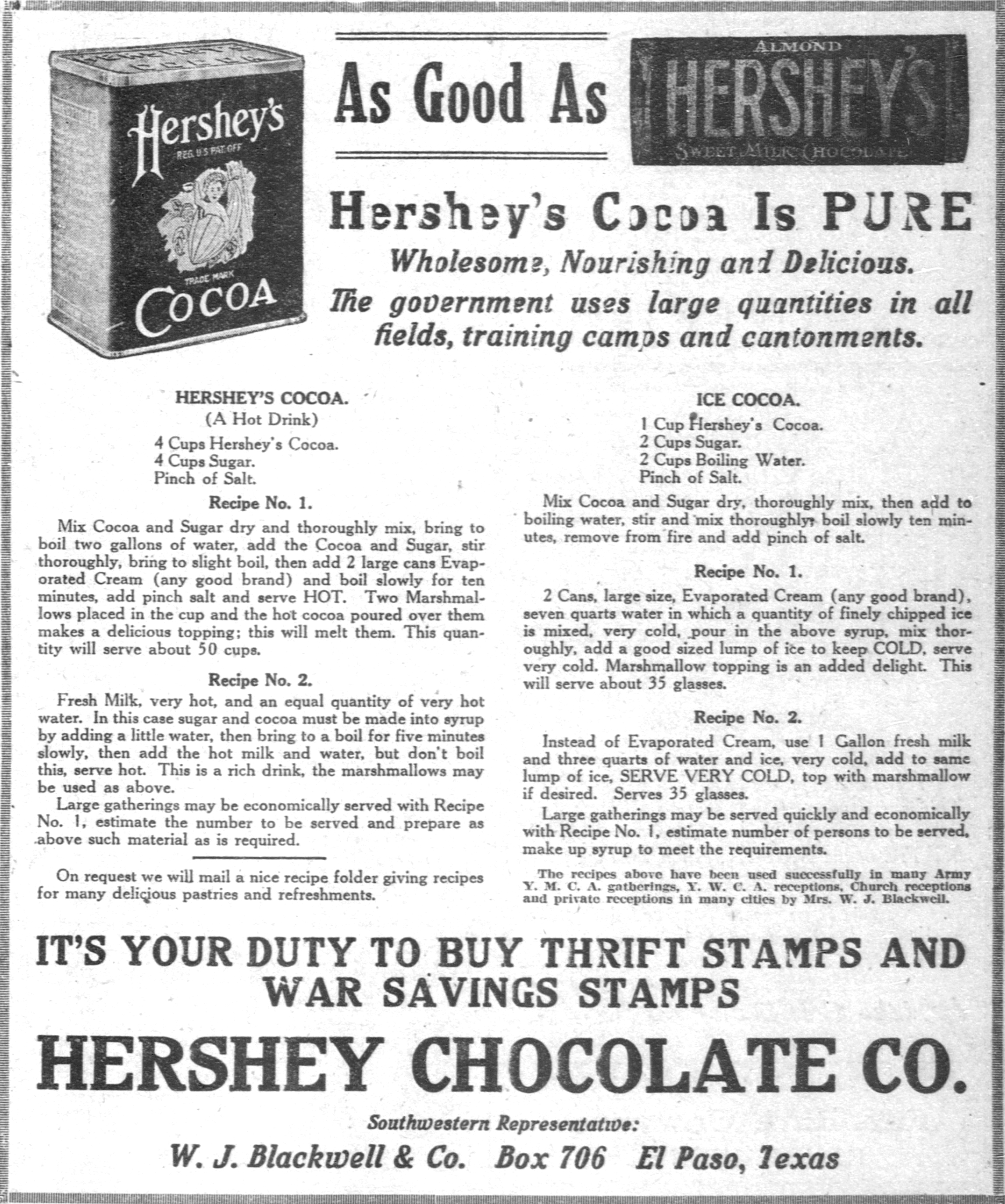
Anúncio do Hershey's Cocoa de 1918

### Hershey, Pensilvânia
Em 1903, Hershey iniciou a construção de uma fábrica de chocolate em sua cidade natal, Derry Church, Pensilvânia, que mais tarde ficou conhecida como Hershey, Pensilvânia. A cidade era um lugar barato para os trabalhadores e suas famílias morarem; no entanto, a própria fábrica foi construída sem janelas para que os funcionários não se distraíssem. Para aumentar a moral dos funcionários, Hershey oferecia atividades de lazer e criou o que mais tarde se tornaria o Hersheypark para garantir que os cidadãos se divertissem. As barras de chocolate ao leite fabricadas nesta fábrica tornaram-se populares e a empresa cresceu rapidamente.

### Hershey's Kisses

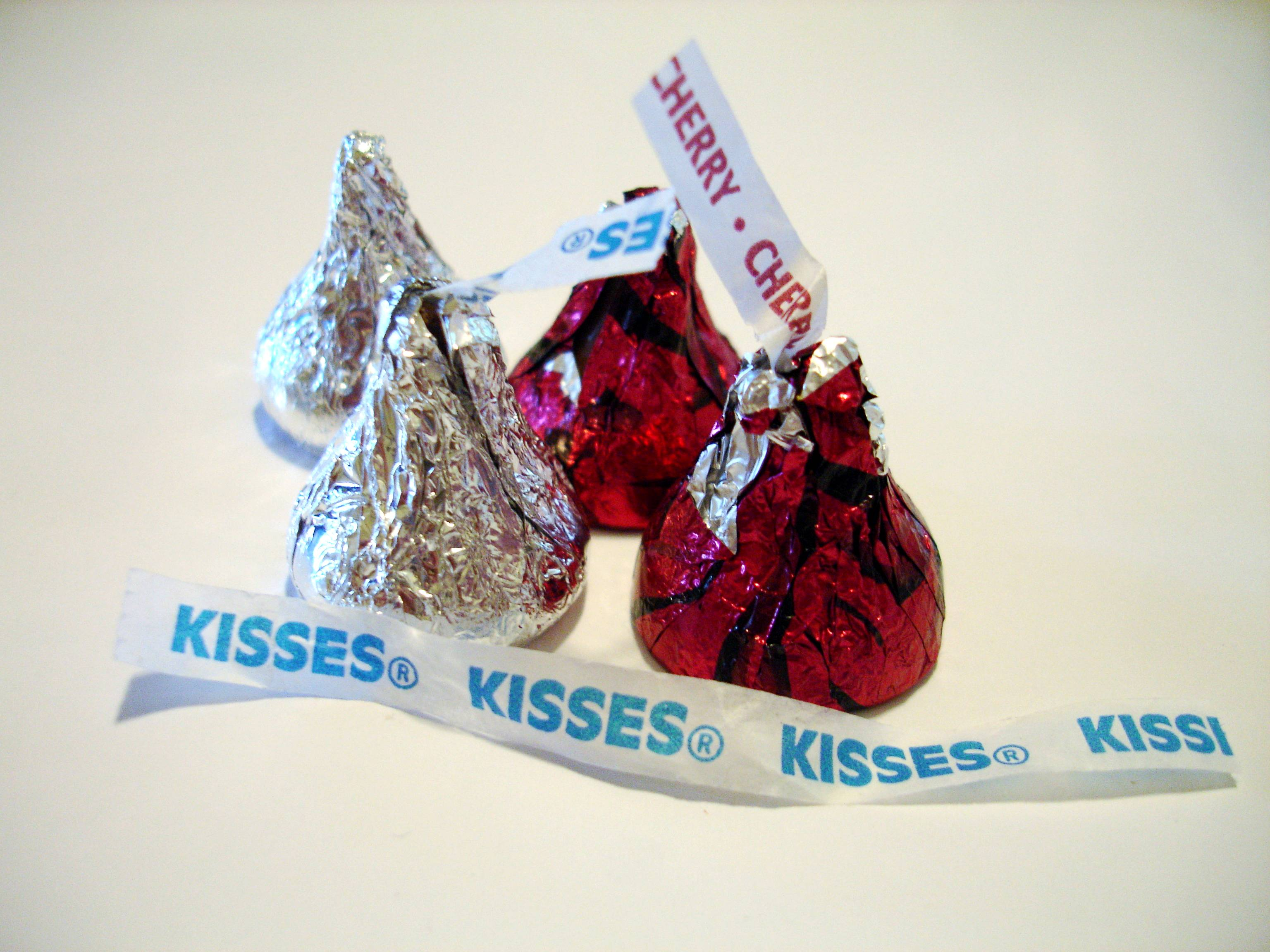
Hershey's Kisses.

Em 1907, ele lançou um novo doce - pedaços de chocolate do tamanho de uma mordida, de fundo chato e formato cônico que ele chamou de "Hershey's Kisses". No início, eram embalados individualmente à mão em quadrados de papel alumínio. A introdução da embalagem usando máquina em 1921 simplificou o processo ao adicionar a pequena fita de papel ao topo da embalagem para indicar que era um produto Hershey genuíno. Hoje, 70 milhões dos doces são produzidos diariamente. Outros produtos introduzidos incluíram Mr. Goodbar (1925), contendo amendoim no chocolate ao leite, Hershey's Syrup (1926), pedaços de chocolate meio amargo (1928) e a barra Krackel contendo arroz crocante (1938).

### Reese's Peanut Butter Cups
Harry Burnett Reese inventou os Reese's Peanut Butter Cups após fundar a H.B. Reese Candy Company em 1923. Reese morreu em 16 de maio de 1956 em West Palm Beach, Flórida, deixando a empresa para seus seis filhos. Em 2 de julho de 1963, a H.B. Reese Candy Company se fundiu com a Hershey Chocolate Corporation em uma fusão de ações livres de impostos. Em 2020, após 57 anos da divisão de ações, as 666.316 ações ordinárias da Hershey originais recebidas pela família Reese representavam 16 milhões de ações da Hershey avaliadas em $ 2,5 bilhões que pagam dividendos anuais em dinheiro de $ 51,4 milhões. Em 1969, apenas 6 anos após a fusão Reese/Hershey, o Reese's Peanut Butter Cups tornou-se o produto mais vendido da The Hershey Company. Em 20 de setembro de 2012, a Reese's é a marca de doces mais vendida nos Estados Unidos, com vendas de $ 2,603 bilhões, e a quarta marca de doces mais vendida globalmente, com vendas de $ 2,679 bilhões - apenas $ 76 milhões (2,8%) de suas vendas são de fora do mercado dos Estados Unidos.
A agitação trabalhista atingiu a Hershey no final dos anos 1930, quando um sindicato apoiado pelo Congresso de Organizações Industriais tentou organizar os trabalhadores da fábrica. Uma greve fracassada em 1937 terminou em violência, com trabalhadores leais e produtores de leite locais espancando muitos dos grevistas enquanto eles tentavam deixar a fábrica. Em 1940, uma afiliada da Federação Americana do Trabalho organizou com sucesso os trabalhadores da Hershey sob a liderança de John Shearer, que se tornou o primeiro presidente do Capítulo Local Número 464 da União Internacional de Trabalhadores de Panificação, Confeitaria, Fumo e Moinhos de Grãos. O Capítulo Local Número 464 ainda representa a força de trabalho da Hershey.

### M&M's
Pouco antes da Segunda Guerra Mundial, Bruce Murrie, filho do antigo presidente da Hershey, William FR Murrie, fechou um acordo com Forrest Mars para criar um chocolate duro revestido de açúcar que seria chamado de M&M's (para Mars e Murrie). Murrie tinha 20% de participação na confecção, que usava chocolate Hershey durante a era do racionamento durante a Segunda Guerra Mundial. Em 1948, Mars comprou a participação de Murrie e se tornou um dos principais concorrentes da Hershey.

### Kit Kat e Rolo
Em 1969, Hershey recebeu uma licença da Rowntree's para fabricar e comercializar Kit Kat e Rolo nos Estados Unidos. Depois que a Nestlé, concorrente da Hershey's, adquiriu a Rowntree's em 1988 ela ainda era obrigada a honrar o acordo de licenciamento e, portanto, a Hershey continua a fabricar e comercializar as marcas nos Estados Unidos. A licença seria revogada e revertida para a Nestlé se a Hershey fosse vendida. Assim, tornou-se um ponto crítico na tentativa fracassada da Hershey de atrair um comprador sério em 2002, sabendo que Kit-Kat e Rolo teriam então de ser entregues à Nestlé. Até a Nestlé rejeitou o preço pedido pela Hershey de modo que tal negócio não funcionou.

### Cadbury's
Em 1988, a Hershey's adquiriu os direitos de fabricar e distribuir muitos produtos da marca Cadbury nos Estados Unidos (exceto goma de mascar e balas, que fazem parte da Mondelēz International). Em 2015, eles processaram um importador britânico para suspender as importações do chocolate britânico Cadbury, irritando os consumidores. Uma fusão entre a Mondelēz e a Hershey's foi considerada, mas abandonada em 2016, depois que a Hershey's recusou uma oferta de 23 bilhões de dólares em dinheiro e ações.

### Outras vendas e aquisições do século XX
Em 1977, a Hershey adquiriu a Y&S Candies, fundada em 1845, e se tornou a fabricante dos doces de regaliz Twizzler.
Em 1986, a Hershey's começou uma breve investida em pastilhas para tosse quando adquiriu a marca de pastilhas para tosse Luden. Em 2001, porém, a marca havia sido vendida para a Pharmacia (agora parte da Pfizer), e a Luden acabou se tornando um produto da Prestige Brands. A Hershey's manteve a barra 5th Avenue da Luden.
Em 1996, a Hershey comprou as operações americanas da Leaf Candy Company da Huhtamäki.
Em 1999, o Hershey Pasta Group foi alienado para vários sócios de capital para formar a empresa New World Pasta (agora parte da Ebro Foods).

### Século XXI
Em 25 de julho de 2002 tornou-se público que a Hershey Trust Company estava tentando vender seu controle acionário da Hershey Foods Corporation. O valor das ações da Hershey disparou 25%, com mais de 19 milhões de ações sendo negociadas naquele dia. Nos 55 dias seguintes, a ampla cobertura da imprensa, bem como a pressão do procurador-geral da Pensilvânia Mike Fisher, da comunidade de Hershey e do juiz sênior Warren G. Morgan do Tribunal de Órfãos da Comarca de Dauphin, levaram ao abandono da venda. Os sete curadores da Hershey que votaram pela venda da Hershey Foods em 17 de setembro de 2002 por $ 12,5 bilhões para a William Wrigley Jr. Company (agora parte da Mars Incorporated) foram destituídos pelo procurador-geral Fisher e pelo juiz Morgan. Dez dos 17 curadores foram forçados a renunciar e quatro novos membros que viviam localmente foram nomeados. O ex-procurador-geral da Pensilvânia, LeRoy S. Zimmerman, tornou-se o novo presidente dos Milton Hershey School Trustees reconstituídos. O Sr. Zimmerman se comprometeu publicamente a manter a Milton Hershey School Trust sempre mantendo sua participação na The Hershey Company.
Em dezembro de 2004, a Hershey adquiriu a Mauna Loa Macadamia Nut Corp. do The Shansby Group.
Em 2005, a Krave Jerky foi fundada por Jon Sebastiani após ele treinar para uma maratona e buscar uma fonte saudável de energia. O Alliance Consumer Growth, um grupo de capital privado, investiu na Krave Jerky em 2012. A Hershey's comprou a empresa em 2015 por $ 240 milhões. A Hershey, mais tarde, em 2020, venderia a Krave Jerky para a Sonoma Brands, a incubadora da indústria de alimentos fundada por Jon Sebastiani em 2016.
Em julho de 2005, a Hershey adquiriu a fabricante de chocolates Scharffen Berger, com sede em Berkeley, Califórnia. Em novembro de 2005, a Hershey adquiriu a Joseph Schmidt Confections, chocolatier com sede em São Francisco, e em novembro de 2006, a Hershey adquiriu a Dagoba Organic Chocolate, uma fabricante de chocolates com sede em Ashland, Oregon.
Em junho de 2006, o vereador da Filadélfia, Juan Ramos, pediu à Hershey's que parasse de comercializar "Ice Breakers Pacs", uma espécie de bala de hortelã, devido à semelhança de sua embalagem com um tipo que era usado para drogas ilegais de rua.
Em setembro de 2006, a ABC News informou que vários produtos de chocolate Hershey foram reformulados para substituir a manteiga de cacau por óleo vegetal como um emulsificante. Segundo a empresa, essa mudança foi feita para reduzir os custos de produção dos produtos em vez de aumentar os preços ou diminuir os tamanhos. Alguns consumidores reclamaram que o sabor era diferente, mas a empresa afirmou que, nos testes cegos de sabor patrocinados pela empresa, cerca de metade dos consumidores preferiu as novas versões. Como as novas versões não atendiam mais à definição oficial da Food and Drug Administration para "chocolate ao leite", os itens alterados foram renomeados de "chocolate ao leite" e "feito com chocolate" para "bala de chocolate" e "achocolatado".
Em dezembro de 2011, a Hershey chegou a um acordo para adquirir a Brookside Foods Ltd., uma empresa privada de confeitaria com sede em Abbotsford, British Columbia.
Em janeiro de 2015, a Hershey anunciou que havia adquirido a Krave Jerky, marcando a primeira incursão da empresa fora do mercado de confeitaria em mais de uma década.
Em abril de 2015, a fábrica de chocolate Hershey na East Chocolate Avenue em Hershey, Pensilvânia, foi demolida para abrir caminho para o desenvolvimento de uso misto.
Em 2016, a Hershey adquiriu a barkTHINS, uma empresa de salgadinhos de chocolate com sede em Nova York que esperava gerar entre $ 65 milhões e $ 75 milhões em receitas naquele ano, por $ 290 milhões.
Uma tentativa em agosto de 2016 de vender a Hershey para a Mondelez International foi rejeitada por causa das objeções do Hershey Trust.
Em 2017, a Hershey adquiriu a Amplify Snack Brands, fabricante do SkinnyPop com sede em Austin, Texas, em uma transação em dinheiro avaliada em aproximadamente 1,6 bilhão de dólares.
Em setembro de 2018, a Hershey anunciou a compra da Pirate Brands da B&amp;G Foods por 420 milhões de dólares em um negócio totalmente em dinheiro.
Em agosto de 2019, a Hershey anunciou que compraria a fabricante de barras de proteína One Brands LLC por 397 milhões de dólares.
Em outubro de 2019, a Hershey's anunciou uma colaboração com a Yuengling para produzir uma cerveja em colaboração de lançamento limitado intitulada Yuengling Hershey's Chocolate Porter, tornando-se a primeira parceria licenciada para cerveja da Hershey.

## Milton Hershey School (MHS)
Incapaz de ter seus próprios filhos, Milton S. Hershey fundou a Hershey Industrial School em 1909 para meninos órfãos brancos. Em 1918, três anos após a morte de sua esposa, Milton Hershey doou cerca de $ 90 milhões para o internato em custódia, bem como 40% das ações ordinárias da Hershey Company. O propósito inicial da escola era treinar jovens no comércio, mas acabou mudando para se concentrar na preparação para a faculdade. A Hershey Trust Company exerceu direitos de voto para a escola e tem sido uma administradora desde a sua fundação.
Muitos de seus designs lembram produtos de chocolate Hershey, como as luzes da rua como Hershey Kisses. Milton Hershey esteve envolvido nas operações da escola até sua morte em 1945. A Hershey Industrial School foi renomeada para Milton Hershey School em 1951.

## Fábricas
A primeira fábrica fora de Hershey foi inaugurada em 15 de junho de 1963, em Smiths Falls, Ontário, Canadá, e a terceira inaugurada em 22 de maio de 1965, em Oakdale, Califórnia. Em fevereiro e abril de 2007, a Hershey anunciou que as fábricas Smiths Falls e Oakdale seriam fechadas em 2008, sendo substituídas em parte por uma nova instalação em Monterrey, México. A fábrica de Oakdale fechou em 1º de fevereiro de 2008. A fábrica de chocolates Hershey em São Roque, Brasil, foi inaugurada em agosto de 2002. As operações da Hershey's na Ásia são abastecidas em grande parte por sua fábrica em Mandideep, Índia.
A Hershey também possui fábricas em Stuarts Draft, Virginia; Lancaster, Pensilvânia; Hazleton, Pensilvânia; Memphis, Tennessee; Robinson, Illinois e Guadalajara, México.
Os visitantes da Hershey podem experimentar o centro de visitantes do Hershey's Chocolate World e seu passeio turístico simulado. As visitas públicas já foram operadas nas fábricas da Pensilvânia e da Califórnia, que terminaram na Pensilvânia em 1973 assim que o Hershey's Chocolate World foi inaugurado, e mais tarde na Califórnia após os ataques de 11 de setembro de 2001, devido a questões de segurança.
Em 18 de setembro de 2012, a Hershey abriu uma nova e ampliada fábrica West Hershey. A fábrica foi concluída com um orçamento de $ 300 milhões.
Em 9 de março de 2018, a Hershey abriu as portas para expandir sua fábrica de Kit Kat em Hazle Township, Pensilvânia. O projeto de expansão tem um orçamento de $ 60 milhões e espera-se que crie 111 empregos adicionais na unidade.

## Recalls de produtos
- Em julho de 1998, algumas barras de chocolate ao leite de 100 g (3,5 oz)  vendidas para eventos de arrecadação de fundos entraram em recall porque poderiam conter vestígios de amêndoas não listadas nos ingredientes.[57]
- Em novembro de 2006, a fábrica de produção de Smiths Falls em Ontário foi temporariamente fechada e vários produtos foram retirados voluntariamente após preocupações com a contaminação por Salmonella possivelmente encontrada na lecitina de soja dentro de sua linha de produção. Acreditava-se que a maioria dos produtos envolvidos no recall nunca chegou ao varejo.[58][59]

## Filantropia
Hershey fez grandes contribuições para a educação. Uma de suas contribuições mais notáveis foi o Programa de Honras do Elizabethtown College. O programa foi estabelecido em 1999 e é parcialmente financiado por doações.
Em 2015, a Hershey anunciou um compromisso com a Clinton Global Initiative para ajudar a construir uma cadeia de abastecimento sustentável para apoiar a nutrição básica de crianças em Gana.
O foco de longo prazo da Hershey em crianças e famílias rendeu parcerias de longa data com organizações como a Children's Miracle Network, Ronald McDonald House e United Way (UW). Em 2016, a empresa doou mais de $ 486.200 para essas organizações.

## Criticismo

### Compra de cacau
A Hershey foi criticada por não ter programas para garantir compras sustentáveis e éticas de cacau, ficando atrás de seus concorrentes em medidas de comércio justo.
A campanha "Raise the Bar, Hershey!", ou "Levante a Barra, Hershey!" foi lançada em setembro de 2010 pela Global Exchange, Green America, Oasis Trust e o International Labor Rights Forum. O objetivo da Campanha Raise the Bar era pressionar a Hershey a se comprometer "a tomar medidas imediatas para eliminar o trabalho [...] forçado e infantil do suprimento de cacau da Hershey"; "obter grãos de cacau 100% certificados pelo Comércio Justo até 2012 para pelo menos uma das cinco barras de chocolate mais vendidas [...], fazendo pelo menos uma das cinco barras mais vendidas 100% certificadas pelo Comércio Justo a cada dois anos depois disso"; e que "a maioria do cacau da Hershey's em todos os produtos será certificada pelo Comércio Justo até 2022". A pressão foi dirigida principalmente à Whole Foods Market, que anunciou em 3 de outubro de 2012 que deixaria de comercializar a linha Scharffen Berger da Hershey's. A campanha declarou: "A decisão da Whole Foods segue mais de 40 varejistas de alimentos naturais e cooperativas expressando publicamente sua preocupação em transportar os produtos Scharffen Berger e Dagoba como consequência da recusa da gigante fabricante de chocolate em lidar com o trabalho infantil em sua cadeia de abastecimento". No mesmo dia, a Hershey's anunciou que iria "fornecer cacau 100 por cento certificado para suas linhas globais de produtos de chocolate até 2020 e acelerar seus programas para ajudar a eliminar o trabalho infantil nas regiões cacaueiras da África Ocidental".
Em 2019, a Hershey anunciou que não poderia garantir que seus produtos de chocolate estivessem livres de trabalho escravo infantil, uma vez que podiam rastrear apenas cerca de 50% de suas compras até o nível da fazenda. O Washington Post observou que o compromisso assumido em 2001 de erradicar tais práticas em 4 anos não foi cumprido, nem no prazo devido de 2005, nem dentro dos prazos revisados de 2008 e 2010, e que o resultado não era provável de ser alcançado para 2020 também.